# Mandevilla equatorialis
Mandevilla equatorialis är en oleanderväxtart som beskrevs av R. E. Woodson. Mandevilla equatorialis ingår i släktet Mandevilla och familjen oleanderväxter. Inga underarter finns listade i Catalogue of Life.